# Chrysotus palpatus
Chrysotus palpatus är en tvåvingeart som beskrevs av Octave Parent 1928. Chrysotus palpatus ingår i släktet Chrysotus och familjen styltflugor.
Artens utbredningsområde är Costa Rica. Inga underarter finns listade i Catalogue of Life.